# Забране
За́бране — село в Україні, у Малинській міській територіальній громаді Коростенського району Житомирської області. Населення становить 162 особи (2001).

## Історія
У 1926 році село входило до складу Буківської сільської ради.
12 червня 2020 року, відповідно до розпорядження Кабінету Міністрів України № 711-р від 12 червня 2020 року «Про визначення адміністративних центрів та затвердження територій територіальних громад Житомирської області», територію та населені пункти Луківської сільської ради включено до складу Малинської міської територіальної громади Коростенського району Житомирської області.

## Населення

### Мова
Розподіл населення за рідною мовою за даними перепису 2001 року:
| Мова       | Кількість | Відсоток |
| ---------- | --------- | -------- |
| українська | 153       | 94.44%   |
| російська  | 8         | 4.94%    |
| білоруська | 1         | 0.62%    |
| Усього     | 162       | 100%     |

## Відомі люди
- Стретович Володимир Миколайович (1958—2023) — народний депутат України 4, 5, 6 скликань.